# Зофювка (Нижньосілезьке воєводство)
Зофювка (пол. Zofiówka) — село в Польщі, у гміні Єжманова Ґлоґовського повіту Нижньосілезького воєводства.